# Египетски султанат
 Тази статия е за протектората от XX век.  За средновековната феодална държава вижте Мамелюкски султанат.  
Египетският султанат (на арабски: السلطنة المصرية) съществувал между 1914 и 1922 г., е британски протекторат в Египет.
Египет още от 1805 г. е само номинално част от Османската империя. С построяването на Суецкия канал и настъпилите финансови затруднения в края на 19 век, страната е де факто под британско управление. След избухването на Първата световна война, на 5 ноември 1914 г. Великобритания официално обявява Египет за британски протекторат като ответна реакция на решението на Османската империя да влезе във войната на страната на Централните сили.
С тази промяна начело на държавата застава султан, което подчертава прекъсването на положението на сюзеренитет с Османската империя. Хедивът Абас II е свален и първи султан става неговият чичо Хюсеин Камил, син на Исмаил паша. По време на войната британците всячески използват Египет: изкупуват памук на безценица, реквизират фураж, мобилизират стотици хиляди египтяни в помощни военни части, използват страната като гарнизон за британски и австралийски части. Султанатът просъществува до официалното провъзгласяване на независимост през 1922 г., когато държавата става кралство Египет, а последен султан и първи крал е Фуад I (брат на Хюсеин Камил).